# Phlomis brevibracteata
Phlomis brevibracteata là một loài thực vật có hoa trong họ Hoa môi. Loài này được Turrill miêu tả khoa học đầu tiên năm 1945.